# Баранове (зупинний пункт)
Бара́нове — пасажирський зупинний пункт Сумської дирекції Південної залізниці на лінії Люботин-Західний — Полтава-Південна між зупинним пунктом Рогівка (4 км) та станцією Ков'яги (4 км). Розташований у селі Гринців Ріг Богодухівського району.  Відстань до станції Харків-Пасажирський — 49,2 км.

## Пасажирське сполучення
На зупинному пункті зупиняються лише приміські поїзди сполученням Огульці — Полтава.